# إيوانا لوريدانا روسكا
إيوانا لوريدانا روسكا (بالرومانية: Ioana Loredana Roșca)‏ مواليد 20 سبتمبر 1996 في كرايوفا، هي لاعبة كرة مضرب رومانية وتحتل حالياً المرتبة 574 (21 مارس 2016) في تصنيف رابطة محترفات كرة المضرب. هي إحدى بطلات الجراند سلام. أعلى تصنيف لها في الفردي كان 487. أعلى تصنيف لها في الزوجي كان 316.

## النهائيات

### الفردي (1–1)
| الحصيلة | الرقم | التاريخ       | الدورة            | الأرضية | المنافس          | النتيجة       |
| ------- | ----- | ------------- | ----------------- | ------- | ---------------- | ------------- |
| الوصافة | 1.    | 23 مارس 2015  | أنطاليا، تركيا    | صلبة    | كارولين روميو    | 3–6, 5–7      |
| الفوز   | 1.    | 20 يوليو 2015 | ترجو جيو، رومانيا | ترابية  | نيكوليتا داسكالو | 6–2, 4–6, 6–3 |

## روابط خارجية
- إيوانا لوريدانا روسكا على موقع رابطة محترفات التنس (الإنجليزية)
- إيوانا لوريدانا روسكا على موقع الاتحاد الدولي لكرة المضرب (الإنجليزية)
- إيوانا لوريدانا روسكا على موقع خلاصة التنس.كوم (الإنجليزية)
- إيوانا لوريدانا روسكا على موقع أوليمبيديا (الإنجليزية)